# Stenoxenus pastorianus
Stenoxenus pastorianus är en tvåvingeart som beskrevs av Clastrier 1982. Stenoxenus pastorianus ingår i släktet Stenoxenus och familjen svidknott.
Artens utbredningsområde är Guinea. Inga underarter finns listade i Catalogue of Life.